# Exochus turgidus
Exochus turgidus är en stekelart som beskrevs av Holmgren 1858. Exochus turgidus ingår i släktet Exochus och familjen brokparasitsteklar. Arten är reproducerande i Sverige. Inga underarter finns listade i Catalogue of Life.